# Calometopus senegalensis
Calometopus senegalensis är en skalbaggsart som beskrevs av Blanchard 1850. Calometopus senegalensis ingår i släktet Calometopus och familjen Cetoniidae. Inga underarter finns listade.